# Giải quần vợt Việt Nam Mở rộng 2017
Giải quần vợt Việt Nam Mở rộng 2017 (hay còn gọi là Hưng Thịnh Vietnam Open 2017) là giải quần vợt chuyên nghiệp thi đấu trên sân cứng. Đây là giải lần thứ hai, nằm trong hệ thống ATP Challenger Tour 2016. Giải diễn ra tại Thành phố Hồ Chí Minh, Việt Nam từ 21 đến 29 tháng 10 năm 2016. Ngoài ra, sẽ có tay vợt người Pháp gốc Việt Alizé Lim làm đại sứ cho giải đấu này.

### Ngày thi đấu thứ 3 (23 tháng 10)

### Ngày thi đấu thứ 4 (24 tháng 10)

## Hệ thống điểm và tiền thưởng
| Sự kiện | VĐ | CK | BK | TK | 1/16 | 1/32 | Q | Q3 | Q2 | Q1 |
| Đơn nam | 80 | 48 | 29 | 15 | 6    | 0    | 3 | 0  | 0  | 0  |
| Đôi nam | 80 | 48 | 29 | 15 | 0    | —    | — | —  | —  | —  |